# Monte Lagoni
Il Monte Lagoni è una vetta dell'appennino modenese, che si inserisce nel gruppo monte Cimone-Lagoni-Libro Aperto. È alto 1962 metri ed è una delle maggiori cime della zona. Situato completamente in Emilia Romagna, risulta essere, dopo Cimone e Cimoncino, la più alta vetta interamente compresa nella provincia di Modena. Tenendo conto delle montagne poste al confine con la Toscana, risulta invece superato anche dai monti Giovo e Rondinaio.